# Tony Warner
Anthony Randolph "Tony" Warner (Liverpool, Anglia, 1974. május 11.) Trinidad és Tobagó-i labdarúgókapus.

## Pályafutása

### Kezdeti évek
Warner a Liverpoolban kezdte pályafutását, de ott nem jutott lehetőséghez. Kölcsönben a Swindon Townnál, a Celticnél és az Aberdeennél is megfordult, mielőtt 1999-ben a Millwallhoz igazolt volna. Ott megbecsült csapattag lett és a szurkolók is hamar megszerették. A 2002/03-as szezonban őt választották csapata legjobbjának. Egy sérülés miatt nem léphetett pályára a 2004-es FA Kupa-döntőben, ennek ellenére megkapta az ezüstérmet.

### Cardiff City FC
2004-ben ingyen a Cardiff Cityhez igazolt, de ott rendre gyengén teljesített és nem tudott állandó helyet szerezni magának a csapatban. Csak harmadik számú kapus volt Neil Alexander és Martyn Margetson mögött. 2005-ben kölcsönvette a sérüléshullám sújtotta Fulham, kölcsönszerződése leteltével véglegesen is leigazolták.

### Fulham FC
A Fulham 2006 januárjában véglegesítette Warner szerződését, aki ezután kevés játéklehetőséghez jutott. Augusztus 4-én a Leeds United egy hónapra kölcsönvette, hogy vele pótolja a sérült Neil Sullivant. Egy nappal később, egy Norwich City ellen 1-0-ra megnyert mérkőzésen debütált. Szeptember 4-én vissza kellett volna térnie a Fulhamhez, de kölcsönszerződését 2007. január 1-jéig meghosszabbították. Majdnem minden meccsen kezdőként lépett pályára, amíg ki nem rúgták a menedzsert, Kevin Blackwellt. Az új mester, Dennis Wise új kapust vett kölcsön helyette, miután egy Southend United elleni Ligakupa-meccsen rendkívül rosszul teljesített. 2007 első napján visszatért a londoniakhoz. Visszatérése után a Norwich City a 2006/07-es idény végéig kölcsönvette. 13 bajnokin kapott lehetőséget.
2007. augusztus 10-én, egy Arsenal elleni találkozó előtt a Fulham első számú kapusa, Antti Niemi megsérült, így az utolsó pillanatban Warnernek kellett beugrania helyette. A körülmények ellenére remekül védett, de a meccs végén az Ágyúsok két gólt is szereztek, ezzel a fehér mezesek 2-1-es vereséget szenvedtek. Három nappal később, a Bolton Wanderers ellen hatalmasat hibázott, amikor kiejtette a labdát Nicky Hunt bedobása után, ezzel kihagyhatatlan helyzetbe hozva Heiðar Helgusont. Később sikerült javítania, amikor hatalmasat védett Nicolas Anelka próbálkozásánál. A Fulham 2-1 arányban győzött.
Augusztus 18-án, egy Middlesbrough elleni mérkőzésen rosszul számította ki a labda röppályáját Mido lövése után, és a játékszer a mellkasáról levágódva a kapuban kötött ki. Csakúgy, mint a Bolton ellen, ezúttal is bemutatott egy hatalmas védést, most David Wheater lövését hárította bravúrral. Ennek ellenére a Boro nyert 2-1-re. Mivel Niemi továbbra is sérült volt, Warner pedig sokat hibázott, a Fulham menedzsere, Lawrie Sanchez 2007. augusztus 23-án leigazolta Kasey Kellert. A két nappal későbbi, Aston Villa elleni találkozón Warner csak a kispadra került. Augusztus 28-án, a Shrewsbury Town ellen azonban pályára lépett és nem kapott gólt. Antti Niemi felépülése után azonban visszacsúszott a harmadik helyre a ranglétrán.
Ezután kölcsönben a másodosztályú Barnsleyhoz igazolt, ahol egy Coventry City ellen 4-0-ra elveszített meccsen mutatkozott be. 2008. május 28-án elküldte a Fulham.

### Hull City
2008. július 16-án egy két évre szóló szerződést kapott a Hull Citytől. 2009. január 24-én, egy Millwall elleni FA Kupa-mérkőzésen debütált, ahol csapata 2-0-ra győzött. Március 13-án kölcsönvette a Leicester City a sérült David Stockdale helyére. Bár Stockdale felépült, Warner pedig öt gólt kapott négy bajnokiján, a szezon végéig meghosszabbították szerződését, így ő is megkapta a League One győztesének járó aranyérmet. 2009. augusztus 25-én kezdőként lépett pályára a Hull City Southend United elleni Ligakupa-meccsén.

## Válogatott
Warner 2006. február 28-án, Izland ellen játszotta első és máig egyetlen meccsét a Trinidad és Tobagó-i válogatottban. Sokan esélyesnek tartották rá, hogy a 2006-os világbajnokságon is ott legyen, de nem került be a 23 fős keretbe.

## Sikerei, díjai

### Liverpool
- FA Kupa-ezüstérmes: 1996

### Millwall
- Az angol harmadosztály bajnoka: 2000/01
- FA Kupa-ezüstérmes: 2004

### Leicester City
- Az angol harmadosztály bajnoka: 2008/09

## Külső hivatkozások
- Tony Warner pályafutásának statisztikái a Soccerbase oldalon (angolul)

- Tony Warner adatlapja a Millwall-History.co.uk-on
- Tony Warner adatlapja az Ex-Canaries.co.uk-on

## Fordítás
- Ez a szócikk részben vagy egészben  a   Tony Wanrer című angol Wikipédia-szócikk fordításán alapul.  Az eredeti cikk szerkesztőit annak laptörténete sorolja fel. Ez a jelzés csupán a megfogalmazás eredetét és a szerzői jogokat jelzi, nem szolgál a cikkben szereplő információk forrásmegjelöléseként.